# Вера Сигеньяс, Дейви
Де́йви Ве́ра Сиге́ньяс (исп. Deivy Vera Sigueñas; род. 18 января 1992, Chicama, Ла-Либертад) — перуанский шахматист, гроссмейстер (2020).

## Биография

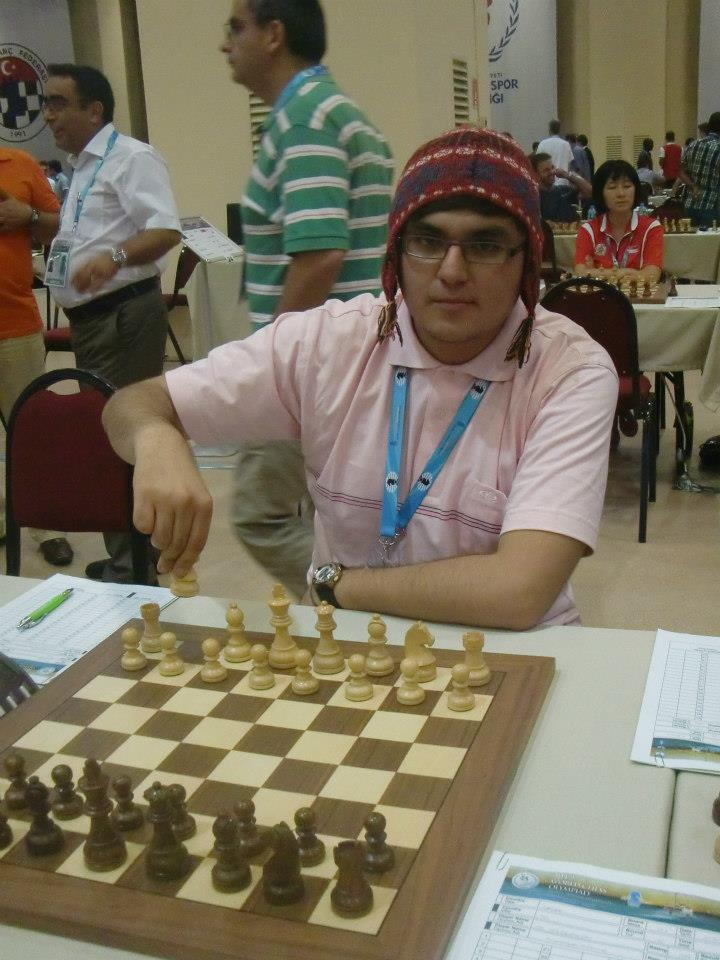
На Олимпиаде 2012

В 2002 году на чемпионате Перу до 10 лет занял 2-е место.
В 2012 году разделил 1-2 места с Джузеппе Лейвой на чемпионате Перу, также выиграл международный турнир в Лиме.
В 2016 году разделил 1-4 места на чемпионате Перу.
В конце 2019 года выполнил нормы гроссмейстера на турнире Arica 2019, разделив 2-8 места. В конце 2020 года на сильном турнире COL Tierra de Atletas-A в Медельине занял 4-е место.
Входит в топ-10 по рейтингу среди перуанских шахматистов. В составе сборной — участник Олимпиады 2012 (2-я доска, +5-3=3), Олимпиады 2016 (3-я доска, +4-2=4), Олимпиады 2018 (2-я доска, +3-4=1), Олимпиады 2022 (5-я доска, +2-4=2) и победитель Боливарианских игр 2013.